# EPTV Ribeirão
EPTV Ribeirão é uma emissora de televisão brasileira sediada em Ribeirão Preto, cidade do estado de São Paulo. Opera no canal 7 (25 UHF digital) e é afiliada à TV Globo. É uma das quatro emissoras da EPTV, rede de televisão baseada em Campinas, abrangendo 66 municípios do interior paulista. Seus estúdios estão localizados no bairro do Jardim Ipiranga, juntamente com suas co-irmãs CBN Ribeirão Preto e Jovem Pan FM Ribeirão Preto, e seus transmissores estão no Alto do Ipiranga. A emissora também mantém em Franca uma sucursal avançada com estúdio para entrevistas, redação e departamento comercial.

## Sinal digital
| Canal virtual | Canal digital | Resolução de tela | Programação                                    |
| ------------- | ------------- | ----------------- | ---------------------------------------------- |
| 7.1           | 25 UHF        | 1080i             | Programação principal da EPTV Ribeirão / Globo |

A EPTV Ribeirão iniciou suas transmissões digitais em caráter experimental em 27 de janeiro de 2009, através do canal 42 UHF. O lançamento oficial aconteceu apenas em 1º de outubro, durante o Jornal da EPTV, na mesma data em que a EPTV completava 30 anos de fundação.
Transição para o sinal digital
Com base no decreto federal de transição das emissoras de TV brasileiras do sinal analógico para o digital, a EPTV Ribeirão, bem como as outras emissoras de Ribeirão Preto e região, cessou suas transmissões pelo canal 7 VHF em 21 de fevereiro de 2018, seguindo o cronograma oficial da ANATEL. Após o desligamento, a emissora realocou seu sinal digital para o canal 25 UHF.